# 다카기 가즈미치
다카기 가즈미치(일본어: 高木 和道, 1980년 11월 21일 ~ )는 일본의 전 축구 선수이다.

## 구단 경력
2000년 J1리그의 시미즈 에스펄스에 입단했다. 2008년까지 156경기에 출전하여, 2득점을 넣었다. 2009년부터 2011년까지 감바 오사카에서 뛰었다. 2012년 비셀 고베로 이적했다. 2013년 오이타 트리니타로 이적했다. 2015년부터 2016년까지 FC 기후와 주빌로 이와타에서 뛰었다.

## 국가대표팀 경력
그는 2008년 8월 20일 우루과이과의 경기에서 일본 국가대표팀에 데뷔했다. 그는 2009년까지 국제 A매치 통산 5경기에 출전했다.

## 통계
| 일본 | 일본 | 일본 |
| 연도 | 출전 | 득점 |
| ---- | ---- | ---- |
| 2008 | 3    | 0    |
| 2009 | 2    | 0    |
| 통산 | 5    | 0    |